# 4-nitrotolueen
4-nitrotolueen of p-nitrotolueen is een organische verbinding met als brutoformule C7H7NO2. De stof komt voor als kleurloze tot gele kristallen met kenmerkende geur, die quasi-onoplosbaar zijn in water. Ze lost wel goed op in aceton, benzeen, ethanol, ether en chloroform.
Het is een van de drie isomeren van nitrotolueen; de andere twee zijn 2-nitrotolueen of o-nitrotolueen en 3-nitrotolueen of m-nitrotolueen.

## Synthese
De aromatische nitrering van tolueen met salpeterzuur in een mengsel met zwavelzuur levert een mengsel op van de drie nitrotolueenisomeren, dat voor ca. 60-65% uit 2- of ortho-nitrotolueen en 30-35% uit 4- of para-nitrotolueen bestaat en slechts voor ca. 5% uit 3- of meta-nitrotolueen:
De isomeren kunnen van elkaar gescheiden worden door kristallisatie, omdat de smeltpunten vrij ver uit elkaar liggen. Een andere scheidingsmogelijkheid is de selectieve adsorptie op een geschikte zeoliet. Risico voor de vorming van 2,4-dinitrotolueen is er onder deze reactieomstandigheden nauwelijks. Daarvoor is rokend zwavelzuur nodig.

## Toxicologie en veiligheid
De stof ontleedt bij verhitting, met vorming van giftige dampen van stikstofoxiden. Ze reageert hevig met sterk oxiderende stoffen of zwavelzuur, waardoor brand- en ontploffingsgevaar ontstaat. 4-nitrotolueen tast sommige kunststoffen, rubber en coatings aan.
De stof is irriterend voor de ogen en de huid. De stof kan effecten hebben op het bloed, met als gevolg de vorming van methemoglobine.
Bij langdurige of herhaalde blootstelling kunnen er effecten op het bloed, de lever en de testikels optreden.